# Istituto Sant'Ilario
L’Istituto Sant'Ilario fu fondato a Rovereto nel 1912 e fino al 1974, rappresentò «una difficile e mai soddisfacente costruzione di una comunità di assistenti, educatori e maestri attraversata spesso da tensioni e rivalità».

## Storia
L'istituto, progettato dall'architetto Giorgio Wenter Marini, fu fondato da Maria Lenner grazie alla legge 90 del 1885 allo scopo di «attivare, mantenere e amministrare sul proprio territorio un numero di case di lavoro forzose, corrispondenti ai bisogni di pubblica sicurezza». Il minorenne vi giungeva su incarico della «Lega provinciale di provvidenza per la gioventù» o su segnalazione delle scuole o dei posti di polizia. La Lega, inquadrata come un'istituzione di pubblica assistenza e beneficenza (IPAB), era un vero e proprio servizio sociale per l'infanzia che, tra l'altro, si occupava di affidi e di monitoraggio delle famiglie povere. Solo nel 1904 si contavano più di centonovanta casi di abuso, rilevando i primi dati del genere sul territorio:
| Imputato | Incuria | Etilismo | Maltrattamento | Stupro | Tot. |
| -------- | ------- | -------- | -------------- | ------ | ---- |
| Padre    | 8       | 25       | 5              | 8      | 46   |
| Madre    | 33      | 11       | 7              | 39     | 90   |
| Entrambi | 31      | 8        | 2              | -      | 41   |
| Estranei | 20      | 4        | 1              | -      | 25   |
| Tot.     | 92      | 48       | 15             | 47     | 192  |

Fonte: Graifenberg P., L'Istituto educativo provinciale di S. Ilario, Egon, Rovereto, 2008, pag.28.
Negli anni venti grazie all'impegno profuso da Maria Lenner sorse a Rovereto un altro ente assistenziale molto importante: l'opera Famiglia Materna per minori abbandonati e madri nubili. In epoca fascista la tutela della salute pubblica fu affidata agli ufficiali sanitari dall'Istituto Nazionale per l'Assicurazione contro le Malattie (INAM), poi a partire dal 1949 fu operativa l'Istituto provinciale per l'assistenza all'infanzia (IPAI) che ebbe sede a Trento in via S. Margherita. Più tardi furono creati degli enti ad hoc per ogni categoria di assistenza che godevano di maggiore autonomia tra i quali l'Opera Nazionale Maternità e Infanzia (ONMI). Nel 1967 con l'abolizione degli Enti Comunali di Assistenza, il servizio sociale divenne materia di competenza dei comprensori e l'Istituto subì un rapido declino fino alla sua definitiva chiusura avvenuta nel 1974. Testimonianze riferiscono di un consistente numero di bambini posti in affido in Vallarsa negli anni cinquanta, si trattava evidentemente di orfani provenienti dal brefotrofio del Convento Carmelitano della Madonna alle Laste.